# Billy Beats
William Edwin « Billy » Beats était un footballeur anglais né le 13 novembre 1871 à Wolstanton et mort le 6 avril 1936 à Reading.

## Carrière
- Port Hill  Angleterre
- Port Vale Rovers  Angleterre
- 1892-1895 : Burslem Port Vale  Angleterre
- 1895-1903 : Wolverhampton Wanderers  Angleterre
- 1903-1906 : Bristol Rovers  Angleterre
- 1906-1907 : Burslem Port Vale  Angleterre
- 1907-? : Reading  Angleterre

## Sélections
- 2 sélections avec l'équipe d'Angleterre de 1901 à 1902.